# Garrel Mill
Garrel Mill war eine Mühle in der schottischen Stadt Kilsyth in North Lanarkshire. Das Gebäude befindet sich am Nordostrand der Stadt an der Tak-Ma-Doon Road. 1979 wurde die Garrel Mill in die schottischen Denkmallisten in der Kategorie B aufgenommen. Das auf der gegenüberliegenden Straßenseite befindliche zugehörige Wohngebäude Garrel Mill House ist ebenfalls denkmalgeschützt. Heute wird die Garrel Mill als Wohnhaus genutzt.

## Beschreibung

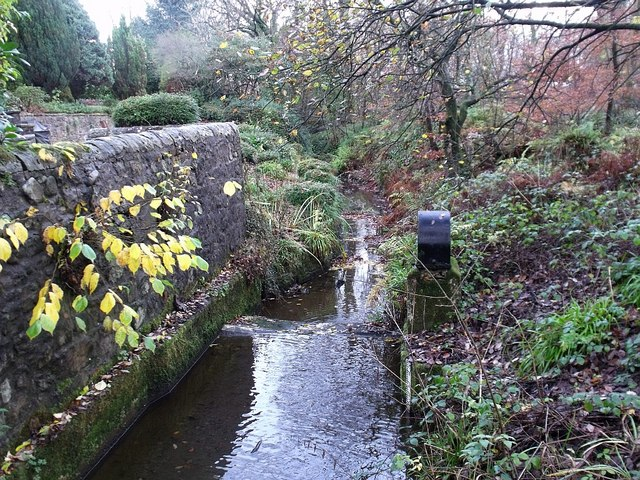
Mühlkanal der Garrel Mill

Das genaue Baudatum der Mühle ist nicht verzeichnet. Da für das Garrel Mill House jedoch das späte 17. Jahrhundert als Bauzeitraum angegeben wird, könnte ihre Fertigstellung ebenfalls in diesen Zeitraum fallen. Die Garrel Mill besteht aus zwei länglichen Gebäudeeinheiten, die in geschlossener Bauweise längsseitig miteinander verbunden sind. Im Gegensatz zum gegenüberliegenden Garrel Mill House verläuft die längliche Garrel Mill jedoch nicht entlang der Straße, sondern ist quer zu dieser gebaut, also mit straßenseitigen Giebelflächen der Satteldächer. Das aus behauenem Bruchstein bestehende Gebäude verfügt über eine Toreinfahrt für landwirtschaftliche Fahrzeuge.